# 1-я самокатно-мотоциклетная бригада
1-я самокатно-мотоциклетная бригада — соединение в составе РККА, принимавшее участие в Великой Отечественной войне.

## История
4 мая 1942 года 1-й отдельный гвардейский мотоциклетный полк был переформирован в 1-ю самокатно-мотоциклетную бригаду. Бригада в основном была оснащена трофейными мотоциклами и велосипедами.
Подчинение бригады:
| Дата          | Корпус | Армия  | Фронт |
| ------------- | ------ | ------ | ----- |
| на 01.06.1942 |        |        | ЗФ    |
| на 01.07.1942 |        |        | ЗФ    |
| на 01.08.1942 |        | 20-я А | ЗФ    |
| на 01.09.1942 |        | 20-я А | ЗФ    |
| на 01.10.1942 |        | 20-я А | ЗФ    |
| на 01.11.1942 |        |        | ЗФ    |
| на 01.12.1942 |        |        | ЗФ    |
| на 01.01.1943 |        |        | МВО   |
| на 01.02.1943 |        |        | МВО   |

## Боевой путь бригады

### Участие в Погорело-Городищенской операции (Первая Ржевско-Сычёвская операция)
1-я самокатно-мотоциклетная бригада с 4 августа по 19 августа 1942 года участвовала в Погорело-Городищенской наступательной операции в рамках армейской подвижной группы в полосе наступления 20-й армии Западного фронта.
Бригада прибыла в район сосредоточения в последнюю неделю июля и расположилась юго-западнее Шаховской.
Самокатчики были введены в прорыв 4 августа на участке Погорелое Городище — Золотилово. Постройка переправы и сама переправа через реку Дёржа проходила под огнём противника. Несмотря на труднопроходимые лесные дороги и тяжёлые погодные условия (многодневные проливные дожди), а также упорное сопротивление врага бригада выполнила поставленную задачу и 7 августа первой вышла на рубеж реки Гжать в районе Дубинино — Ярыгино — Степанцово.
В ночь с 7 на 8 августа бригада овладела сильно укреплённым опорным пунктом противника в селе Лебёдки. Во время захвата опорного пункта было уничтожено 270 немцев и захвачено 9 орудий разных систем. Собственные потери бригады в этом бою были оценены заместителем командующего 2-й армии генерал-майором Ермаковым как незначительные. 1-й мотоциклетный полк бригады захватил переправу через реку Гжать в районе Тростянка — Лебёдка — Чернейка и отбил несколько атак противника. За захват и удержание переправ командир полка подполковник Кожушко Пётр Ермолаевич был награждён орденом Александра Невского.
9 и 10 августа в районе села Степанцова 1-й самокатный полк (под командованием военного комиссара бригады гвардии старшего батальонного комиссара Хуторянского Исаака Ароновича) в составе 80-100 человек несмотря на малочисленность отбил четыре контратаки противника числом до 2 батальонов.
При обороне в районе Карманово бригада активно строила оборонительные рубежи. Постройкой руководил начальник инженерной службы майор Балашов Пётр Ильич. Всего было построено 72 ДЗОТа, 50 блиндажей, отрыто 600 погонных метров траншей, создано 3500 метров лесных завалов с оплёткой проволокой и минированием, установлено 3500 мин. Заслуги майора Балашова были отмечены орденом Отечественной войны (посмертно).
В результате боевых действий с 4 по 22 августа 1942 года 1-я самокатно-мотоциклетная бригада освободила 38 населённых пунктов из них 26 с боями. В этих боях было уничтожено примерно 1500 солдат и офицеров противника, до 30 человек взято в плен, захвачено 299 автомашин, 183 мотоцикла, 168 лошадей, 10 орудий и 4 миномёта, 22 пулемёта и 978 винтовок, 13 тысяч патронов, 3 склада с имуществом, 3 рации. За успешное руководство бригадой в период наступления командир бригады гвардии полковник Разгуляев Михаил Викторович был награждён орденом Красного знамени.

### Участие воВторой Ржевско-Сычёвская операции
1-я самокатно-мотоциклетная бригада участвовала во Второй Ржевско-Сычёвской операции в составе фронтовой подвижной группы Западного фронта. Кроме самокатчиков в группу входили 6-й танковый корпус и 2-й гвардейский кавалерийский корпус. В соответствии с директивой фронта 6-му танковому корпусу и 1-й самокатно-мотоциклетной бригаде была поставлена задача: «из района Григорьево, Тимонино, Зеваловка нанести удар в направлении Вязовка, Барсуки, Колодня с задачей во взаимодействии с 20-й армией ударом с юго-запада овладеть Сычёвкой и не допустить подхода к Сычёвке резервов противника».
28 ноября 1942 года 1-я самокатно-мотоциклетная бригада совместно с частями 6-го тк перешла в наступление. К ночи 22-я танковая бригада, 200-я танковая бригада, батальон 6-й мотострелковой бригады и 1-я самокатно-мотоциклетная бригада перерезали железную дорогу Ржев — Сычёвка и достигли населённых пунктов Соустово, Ложки, Азарово, Никишино, Филиппово. Однако одновременными ударами XXVII армейского корпуса с севера и XXXIX танкового корпуса с юга противник отсёк прорвавшуюся группировку от основных сил. 1-я самокатно-мотоциклетная бригада, части 2-го гвардейского кавалерийского корпуса и 6-го танкового корпуса оказались в окружении без материально-технического снабжения с минимальным запасом продуктов и боеприпасов. 29 ноября были произведены неудачные попытки организовать снабжение окружённых частей. Командование фронта приказало утром 30 ноября прорываться на Малое Кропотово. Одновременно с востока должен был проводиться деблокирующий удар. Но к Малому Кропотову смогли пробиться лишь ослабленные остатки окружённых частей. Они удерживали Малое Кропотово до 16 часов, но помощь с востока не смогла пробиться. Советское командование приняло решение сменить направление удара и прорываться в направлении Большое Кропотово. Этот удар оказался успешным и окружённые части прорвали кольцо, но понесли при этом значительные потери. 27 января 1943 года был представлен «Список командно-начальствующего, младшего командно-начальствующего и рядового состава 1-й самокатно-мотоциклетной бригады убитых и умерших от ран за время боевых действий бригады с 25 по 30 ноября 1942 г.» в котором среди 97 погибших указаны командир бригады полковник Разгуляев М. В., начальник инженерной службы майор Балашов П. И., командир мотоциклетного полка подполковник Кожушко П. Е.
29 декабря 1942 года бригада была свёрнута в 1-й отдельный гвардейский мотоциклетный полк.

## Командный состав бригады
- Командиры бригады: (на ноябрь 1942 года) Разгуляев Михаил Викторович, гвардии полковник, (погиб 29 ноября 1942 года);
- Начальники штаба бригады: (на ноябрь 1942 года) Поляков, майор;
- Военный комиссар бригады: (на сентябрь 1942 года) Хуторянский Исаак Аронович, гвардии старший батальонный комиссар;

## Состав
- 1-й самокатный полк
- 1-й мотоциклетный полк
- Бронетанковая рота